# Jazzrock
De muziekstijl jazzrock of jazzfusion is een samengaan van de stijlen rock en jazz en is daarmee een vorm van fusion-muziek. Jazzrock ontstond eind jaren 1960 toen een aantal jazzmusici elementen van de destijds nog nieuwe muziekstroming rock-'n-roll gingen combineren met jazz.

## Term
In plaats van jazzrock wordt ook wel de term fusion gebruikt. Dit begrip is afgeleid van jazz/rock fusion, waarmee de nieuwe muziekstijl aanvankelijk in de VS en in Engeland werd omschreven. Tegenwoordig wordt met fusion vaak een meer gepolijste variant van jazzrock bedoeld: jazzfunk. Andere definities geven juist aan dat in jazzrock de nadruk op rockmuziek ligt, terwijl de nadruk bij fusion veeleer op de jazzelementen ligt. Er is in ieder geval sprake van een dunne scheidslijn en in de praktijk worden beide termen regelmatig door elkaar gebruikt. Dit zorgt soms voor verwarring.
Officieel betekent fusion een amalgaam (versmelting) van twee of meer muziekstijlen. Jazzrock is daarmee een vorm van fusion.

## Beschrijving
Het aandeel jazz in jazzrock zit vooral in het raffinement van de uitvoering en in de geavanceerde muzikale structuren. De invloed van rock is met name hoorbaar in de kracht en de intensiteit van de muziek. Er worden vrijelijk elektrische en elektronische instrumenten gebruikt zoals elektrische (bas)gitaar en synthesizers. De rol van de drums is ook een andere dan in de jazzmuziek; er is een sterk ritmische basis die eerder aan rock- en funkmuziek doet denken dan aan jazz.
Belangrijke verschillen met jazz:
- het ritme heeft vaak een rechte feel in tegenstelling tot de swing-feel die in veel mainstream jazz gebruikelijk is. Jazzrock kent wel een swing-feel, maar die lijkt meer op de triolen-feel zoals die afkomstig is uit de rock-'n-roll, de zogenaamde shuffle
- instrumentale complexiteit zoals oneven maatsoorten, veel ritmische accenten, syncopen en andere ingewikkelde ritmische structuren
- elektronica zoals synthesizers, elektrische gitaren en effecten

Belangrijke verschillen met rock:
- het inwisselen van de traditionele liedvorm met couplet, refrein, couplet, voor complexere vormen

## Geschiedenis
Een paar van de eerste invloedrijke/belangrijke jazzrockalbums zijn ''Bitches Brew'' (1970) van Miles Davis en "Third" van Soft Machine (1970). De plaat ''In a Silent Way'', ook Miles Davis, en "Volume Two" van Soft Machine eveneens van invloed.
De eerste helft van de jaren 1970 was een periode van veel creatieve ontwikkelingen. Miles Davis, Herbie Hancock (Head Hunters), John McLaughlin met zijn Mahavishnu Orchestra, Chick Corea met Return to Forever (met op haar hoogtepunt ook Lenny White, Al Di Meola en Stanley Clarke) en de band Weather Report (met toetsenman Joe Zawinul en saxofonist Wayne Shorter als drijvende kracht) brachten beeldbepalende jazzrockplaten uit. Ook bracht Frank Zappa begin jaren 1970 meerdere elementen van jazz en progressieve rock bij elkaar, net zoals Soft Machine
Na deze periode van explosieve creatieve ontwikkelingen werd een stijl-differentiatie zichtbaar. Sommige musici gingen gladdere muziek maken, een vorm van jazzfunk (popjazz en disco-jazz) die commercieel interessant is, maar creatief gezien weinig toevoegt aan wat er al is. Deze zijstroming wordt soms aangeduid met de al eerder genoemde term fusion. In zijn meest extreme vorm wordt deze zijstroming ook wel met muzak, elevator-music (liftmuziek) of supermarktmuziek aangeduid. De musicus Kenny G is een exponent van deze stroming. Anderen kozen een richting waarin technische virtuositeit voorop staat, zoals de muziek die gemaakt wordt door de gitaristen Scott Henderson van Tribal Tech (vroege platen) en Frank Gambale (gitarist van de Chick Corea Electric Band), Allan Holdsworth of bassisten als Victor Wooten.
Virtuoos solospel staat in ieder geval voorop bij de jazzrock en tot dan toe ondergewaardeerde instrumenten zoals drums en basgitaar krijgen een hoofdrol als solist, met drummers als Dave Weckl of bassisten als Marcus Miller. Soms dreigt de virtuositeit een doel op zich te worden met tot gevolg dat jazzrock muzikantenmuziek wordt, slechts gewaardeerd en begrepen door een handjevol muzikanten die zich verlustigen aan de instrumentale acrobatiek. Het lied, het thema, is daarbij op de achtergrond geraakt.
Desalniettemin is jazzrock als genre nog springlevend en blijft zich ontwikkelen in substijlen als heavy fusion, jazzcore, loungemuziek en natuurlijk de jazzdance-stijlen zoals die in de jaren 1990 ontstonden. In 2004 werd hiervoor platenlabel Alessa Records opgericht.

## Bekende artiesten
Onderstaande is een opsomming van belangrijke vertegenwoordigers van de jazzrock. Er is een tweedeling aangebracht met enerzijds bands en artiesten uit de klassieke jazzrocktraditie en anderzijds bands/artiesten die de eerder genoemde commerciëlere variant van jazzrock beoefenen, ook wel aangeduid als jazzfunk of fusion.

### Traditionele jazzrock
- Brand X
- Brecker Brothers, Michael Brecker, Randy Brecker
- Bill Bruford's Earthworks
- Philip Catherine
- Chick Corea
- Chick Corea's Elektric Band
- Larry Coryell
- Tom Coster
- Frank Gambale
- Groove Collective

- Richard Hallebeek
- Head Hunters van Herbie Hancock
- Allan Holdsworth
- John McLaughlin
- Mad Curry
- Mahavishnu Orchestra
- Kraan
- Al Di Meola
- Pat Metheny, Pat Metheny Group
- Marcus Miller
- Return to Forever

- John Scofield
- Soulive
- Soft Machine
- Solution
- Daryl Stuermer
- Tribal Tech van Scott Henderson
- Chad Wackerman
- Weather Report
- Joe Zawinul

### Jazzfunk/fusion
- Victor Bailey
- Gary Burton
- Larry Carlton
- Casiopea
- Dennis Chambers
- Miles Davis
- Klaus Doldinger
- Russ Freeman
- David Garfield

- Jazz Pistols
- Kenny G
- Koinonia
- Mezzoforte
- Niacin
- Simon Philips
- Rippingtons
- Lee Ritenour

- Spyro Gyra
- Steely Dan
- Steps Ahead
- T-square
- Uzeb
- Wishful Thinking
- Yellowjackets